# Verrazzano-Narrows Bridge
Verrazzano-Narrows Bridge (före oktober 2018 stavat Verrazano-Narrows Bridge) är en bro som är 1 298 meter lång och ligger i New York. Den förbinder Staten Island med Brooklyn, och korsar sundet The Narrows med östra landfästet vid Fort Hamilton. Den är uppkallad efter sundet och Giovanni da Verrazzano. Den var världens längsta hängbro från 1964 till 1981, då Humberbron i Storbritannien invigdes.
Broavgiften för personbilar varierar med typ av resenär och betalningssätt. År 2016 passerade drygt 200 000 fordon bron varje dag.